# جنکینس (دهانه)
جنکینس یک دهانه برخوردی در ماه‌ است.